# Герой Украины
Звание «Геро́й Украи́ны» (укр. звання Герой України) — государственная награда Украины (высшая степень отличия), присваивается гражданам Украины (в исключительных случаях и иностранцам) за совершение выдающегося героического поступка или выдающегося трудового достижения. Герою Украины вручается орден «Золотая Звезда» (укр. орден «Золота Зірка») за совершение выдающегося героического поступка или орден Государства (укр. орден Держави) — за выдающиеся трудовые достижения.

## История награды
Происхождение звания «Героя Украины» восходит к высшей степени отличия в СССР (куда входила Украина) — званию Героя Советского Союза, учреждённого 16 апреля 1934 года. После распада СССР в 1991 году, подобные награды были учреждены в новых независимых государствах.
23 августа 1998 года Указом президента Украины Л. Д. Кучмы № 944/98 учреждено отличие президента Украины «Герой Украины» (с вручением ордена «Золотая Звезда» или ордена Государства). Согласно этому Указу, предусматривается установление льгот относительно заработной платы, социального обеспечения и медицинского обслуживания лицам, которым присвоено звания «Герой Украины». Указом также утверждены Устав отличия президента Украины «Герой Украины» и описания орденов «Золотая Звезда» и Государства.
26 ноября 1998 года первым удостоенным новой награды (с вручением ордена Государства) стал президент Национальной академии наук Украины (с 1962 года) Борис Евгеньевич Патон.
16 марта 2000 года Верховная рада Украины приняла Закон Украины «О государственных наградах Украины», которым было предусмотрено, что государственной наградой Украины — высшей степенью отличия Украины является звание Герой Украины (с вручением ордена «Золотая Звезда» или ордена Государства). Было установлено, что действие этого Закона распространяется на правоотношения, связанные с награждением лиц, удостоенных отличий и знаков отличия президента Украины до вступления в силу этого Закона; рекомендовано президенту Украины привести свои указы в соответствие с этим Законом.
2 декабря 2002 года Указом президента Украины № 1114/2002 был признан утратившим силу предыдущий Указ № 944/98; утверждены новый Устав звания «Герой Украины» и новые описания орденов «Золотая Звезда», ордена Государства и новой единой миниатюры этих орденов.
13 апреля 2017 года президент Украины Пётр Порошенко подписал принятый Верховной Радой закон о внесении изменений в закон о государственных наградах, согласно которым звание Героя Украины в исключительных случаях может посмертно присваиваться иностранцам, награждённым орденом Героев Небесной сотни.

## Дизайн
Орден «Золотая Звезда» и орден Государства имеют одинаковые размеры ленты, но различаются внешним видом. Миниатюры для ношения у этих орденов имеют одинаковый вид:
- обратная сторона ордена плоская, с надписью рельефными буквами «Герой Украины» и порядковым номером ордена;
- длина колодки — 45 мм, ширина — 28 мм. На обратной стороне колодки — застежка для прикрепления ордена к одежде;
- лента ордена шёлковая муаровая с полосками синего и жёлтого цветов. Ширина ленты — 28 мм, ширина каждой полоски — 14 мм;
- Уставом отличия президента Украины «Герой Украины» было предусмотрено, что вместо ордена награждённый мог носить миниатюру ордена или орденскую планку, которые размещаются выше миниатюр и планок других отличий президента Украины. Планка ордена представляет собой прямоугольную металлическую пластинку, обтянутую лентой. На планке — позолоченное изображение ордена. Размер планки: высота — 12 мм, ширина — 28 мм. Миниатюра ордена — копия ордена в уменьшенном виде;
- действующим Уставом звания «Герой Украины» предусмотрено, что вместо ордена лицо, удостоенное звания Герой Украины, может носить миниатюру ордена, которая размещается выше миниатюр и планок других государственных наград Украины; орденская планка не предусмотрена. Миниатюра орденов «Золотая Звезда» и Государства звания Герой Украины — единая, изготавливается из золота и имеет форму пятиугольной звезды с гладкими двугранными лучами с лицевой стороны; в центре звезды размещено рельефное изображение Знака Княжеского Государства Владимира Великого (тризуба).

## Положение о награде
- Звание Герой Украины присваивается гражданам Украины за совершение выдающегося геройского поступка или выдающихся трудовых достижений.
- Присвоение звания Герой Украины осуществляется указом Президента Украины.
- Герою Украины вручается орден «Золотая Звезда» за совершение выдающегося геройского поступка или орден Государства — за выдающиеся трудовые достижения.
- Герой Украины, удостоенный ордена «Золотая Звезда», в случае осуществления им выдающихся трудовых достижений может быть удостоен ордена Государства, а Герой Украины, удостоенный ордена Государства, в случае осуществления им геройского поступка может быть удостоен ордена «Золотая Звезда».
- Присвоение звания Герой Украины второй раз с награждением одним и тем же орденом не производится.
- Звание Герой Украины может быть присвоено посмертно.
- Звание Герой Украины не присваивается за заслуги, имевшие место в прошлом и не связанные со становлением и развитием независимой Украины.
- Лицу, удостоенному звания Герой Украины, вручаются орден «Золотая Звезда» или орден Государства, Грамота о присвоении звания Герой Украины, миниатюра ордена, удостоверение о присвоении звания Герой Украины (далее — наградные атрибуты звания Герой Украины).
- Наградные атрибуты звания Герой Украины вручает президент Украины или по его поручению председатель Верховной Рады Украины, заместители председателя Верховной Рады Украины, премьер-министр Украины, первый вице-премьер-министр Украины, вице-премьер-министры Украины, председатель Конституционного Суда Украины, председатель Верховного Суда Украины, председатель Высшего хозяйственного суда Украины, генеральный прокурор Украины, министры, другие руководители соответствующих центральных органов исполнительной власти, председатель Комиссии государственных наград и геральдики при президенте Украины, председатели областных, Киевской государственной администраций.
- Орден звания Герой Украины носится на левой стороне груди. При наличии у награждённого других государственных наград Украины орден звание Герой Украины размещается выше них.
- В случае, если Герой Украины удостоен ордена «Золотая Звезда» и ордена Государства, их носят оба.
- Вместо ордена лицо, удостоенное звания Герой Украины, может носить миниатюру ордена, которая размещается выше миниатюр и планок других государственных наград Украины.

### Процедура
Рекомендацию президенту для награждения званием могут давать:
- председатель Верховной рады Украины
- премьер-министр Украины
- генеральный прокурор Украины
- глава Конституционного суда Украины
- глава Верховного суда Украины
- любой министр Кабинета министров Украины
- главы других центральных исполнительных органов
- любые местные органы власти

В случае, если звание должно быть присуждено члену украинских вооружённых сил, служб безопасности, пограничной службы или службы гражданской обороны, рекомендация должна быть подана Министерством обороны, Министерством внутренних дел, Службой безопасности, Национальной гвардией, Пограничной службой или Службой по чрезвычайным ситуациям Украины.
Затем рекомендации отправляют на рассмотрение президенту вместе с пакетом документов, куда входят характеристика кандидата и полученные им рекомендации. В случае согласия президента с представлением издаётся указ о награждении лица званием Героя Украины.
Церемония награждения проходит в Мариинском дворце в Киеве.

## Награждённые
26 ноября 1998 года первым награждённым званием «Герой Украины» с вручением ордена Государства стал Борис Евгеньевич Патон — украинский учёный, президент Национальной академии наук Украины.
21 августа 1999 года первым награждённым званием «Герой Украины» с вручением ордена «Золотая Звезда» стал Александр Васильевич Галуненко — лётчик-испытатель Авиационного научно-технического комплекса имени О. К. Антонова.
21 августа 2000 года первым посмертно награждённым званием «Герой Украины» с удостаиванием ордена Государства стал Вячеслав Максимович Черновол — украинский политический деятель, народный депутат Украины.
20 февраля 2003 года первым посмертно награждённым званием «Герой Украины» с удостаиванием ордена «Золотая Звезда» стал Василий Александрович Мельников — младший сержант, радист-парашютист поисково-спасательного взвода 95-й отдельной аэромобильной бригады.
21 ноября 2014 года состоялось первое массовое посмертное присвоение звания «Герой Украины» «Небесной сотне» — 99 погибшим во время событий «Евромайдана».
Первым иностранцем, удостоенным звания Героя Украины, стал гражданин Беларуси Михаил Жизневский, погибший во время Евромайдана. Звание с вручением ордена «Золотая Звезда» было присвоено ему посмертно 13 июня 2017 года.

## Отменённые награждения
В соответствии со статьёй 16 закона «О государственных наградах Украины» президент Украины может лишить государственной награды лицо, прежде ею награждённое, в случае осуждения последнего за тяжкое преступление. За всю историю независимой Украины никто не был лишён звания Героя Украины в соответствии с этой процедурой.
В двух случаях, рассмотренных ниже, указ о присвоении звания Героя Украины был отменён решением суда как не соответствующий статуту звания. В 2019 году, тем не менее, Администрация президента Украины назвала оба указа действительными. При этом не пересматривались присвоения звания другим лицам, умершим до 1991 года и не имевшим гражданства УССР, которому преемственно гражданство Украины.

### Роман Шухевич
12 октября 2007 года указом президента Украины Виктора Ющенко № 965/2007 Роману Иосифовичу Шухевичу было посмертно присвоено звание «Герой Украины» с формулировкой «за выдающийся личный вклад в национально-освободительную борьбу за свободу и независимость Украины и в связи со 100-летней годовщиной со дня рождения и 65-летней годовщиной создания Украинской повстанческой армии».
21 апреля 2010 года Донецкий апелляционный административный суд признал противоправным и подлежащим отмене указ о присвоении Роману Шухевичу звания Героя Украины, согласившись с заявлением истца о том, что Шухевич был убит в 1950 году, то есть до провозглашения Украиной независимости (до августа 1991 года), и поэтому не был гражданином Украины.
2 августа 2011 года Высший административный суд Украины оставил без изменений решение Донецкого апелляционного административного суда по данному вопросу от 21 апреля 2010 года.

### Степан Бандера
20 января 2010 года указом президента Украины Виктора Ющенко № 46/2010 Степану Андреевичу Бандере было посмертно присвоено звание «Герой Украины» с вручением ордена Государства «за несокрушимость духа в отстаивании национальной идеи, проявленные героизм и самопожертвование в борьбе за независимую Украинскую державу».
2 апреля 2010 года Донецкий окружной административный суд признал противоправным и подлежащим отмене указ о присвоении Степану Бандере звания Героя Украины, поскольку такое звание может присваиваться только гражданам Украины; приобретение гражданства Украины является возможным с 1991 года; лица, умершие до этого года, не могут быть гражданами Украины; Бандера Степан Андреевич был убит в 1959 году; поэтому он не является гражданином Украины и, соответственно, ему не может быть присвоено звание Героя Украины. Решение суда обжаловано в Донецком апелляционном административном суде.
23 июня 2010 года Донецкий апелляционный административный суд оставил без удовлетворения все 23 апелляционные жалобы на решение Донецкого окружного административного суда о признании незаконным указа о присвоении Бандере звания героя Украины, подписанного Виктором Ющенко. На постановление суда апелляционной инстанции подан ряд кассационных жалоб в Высший административный суд Украины.
2 августа 2011 года Высший административный суд Украины оставил без изменений решение Донецкого апелляционного административного суда по данному вопросу от 2 апреля 2010 года.